# Atentado en Guayaquil de agosto de 2022
El atentado en Guayaquil de agosto de 2022 ocurrió el 14 de agosto en la calle 8 del barrio Cristo del Consuelo en la ciudad ecuatoriana de Guayaquil causando 5 muertos, 17 heridos y 18 casas resultaron afectadas.

## Explosión
Según informaron testigos a la Policía y Bomberos de Guayaquil, el hecho ocurrió alrededor de las 02:00 cuando sujetos llegaron en una moto y dispararon al aire. Luego arrojaron un saco con explosivos frente a un comedor.
La onda expansiva de la detonación en el barrio de Guayaquil se sintió hasta en 10 cuadras a la redonda. Entre los moradores recuerdan que el estruendo fue tan fuerte que las ventanas de vidrio se sacudieron y se rompieron en pedazos. Los objetos livianos como floreros, macetas y cuadros también se cayeron al suelo.

## Reacciones

### Ecuador
El presidente Guillermo Lasso envió un mensaje de condolencias a las víctimas del atentado con explosivos en el Cristo del Consuelo, Guayaquil. El mandatario reiteró que se trató de un "acto terrorista" y solicitó la activación inmediata del Gabinete de Seguridad para dar con los responsables de haber detonado el explosivo. "Mis condolencias a las familias que fueron víctimas de los actos terroristas sucedidos la madrugada de hoy en Cristo del Consuelo. He dispuesto la activación inmediata del Gabinete de Seguridad para tomar todas las medidas necesarias para la protección de Guayaquil", apuntó. El presidente ecuatoriano también dispuso de toda la asistencia social a las familias que perdieron a sus familiares y viviendas por la explosión. "Los responsables se enfrentarán ante todo el peso de la ley y las familias víctimas de este atentado tendrán toda la asistencia social que sea necesaria por parte de este Gobierno", mencionó.

### Internacionales
«El Gobierno del Perú condena el lamentable el atentado terrorista ocurrido en Cristo del Consuelo, Guayaquil». declaró el Ministerio de Relaciones Exteriores peruano.

## Investigación
Casi ocho meses después del atentado, la Policía ha capturado al presunto autor intelectual.
Durante las investigaciones se determinó que la orden salió de la cárcel y que el ataque con explosivos estaba dirigido a tres individuos que supuestamente estaban en ese barrio.
No obstante, ellos no murieron en este ataque de gran magnitud.
Junto al detenido como presunto autor intelectual hay otros dos aprehendidos, que estarían vinculados como autores materiales. Ellos habrían colocado los explosivos. Este hecho estaría ligado a organizaciones criminales que operan en la zona del sur de Guayaquil.
El comandante de la Policía, Fausto Salinas, sostuvo que ellos son procesados por el delito de terrorismo con uso de explosivos, sin especificar sus nombres.